# Bez (Schüss, Villeret)
Der Bez (französisch Le Bez) ist ein etwa 4½ Kilometer langer Wildbach, der einen Abschnitt am Nordhang des Chasseralmassivs im Berner Jura entwässert. Sein Verlauf liegt fast ganz im Gebiet der Gemeinde Villeret. In dieser Ortschaft mündet er von rechts in die Schüss, einen indirekten Zufluss der Aare. Er ist ein steiles, mittleres Fliessgewässer des montanen, karbonatischen Juras.
Das Einzugsgebiet des Bez liegt im Parc régional Chasseral und im Landschaftsschutzgebiet «Chasseral», das im Bundesinventar der Landschaften und Naturdenkmäler von nationaler Bedeutung aufgeführt ist (BLN-Objekt 1002).

## Name
Der Gewässername Bez ist wie die Bezeichnung Bief vom gallischen Wort *bĕdu abgeleitet, das «Kanal» bedeutete und von dem auch anders geschriebene Namensformen für verschiedene Gewässer vor allem im Juragebirge und weiter im ehemaligen frankoprovenzalischen Sprachraum bekannt sind. So gehen etwa auch Namen wie Bied bei Le Locle und Bied bei Les Ponts-de-Martel im Kanton Neuenburg, die französischen Flussnamen Bès, Bèze, Bief und Bief d’Ainson (letzterer im Departement Jura), der Name des Baches Bief de Vautenaivre bei Saignelégier im Kanton Jura sowie die Bezeichnung Bisse für Bewässerungskanäle im Wallis auf die gleiche Wurzel zurück. Ein weiterer rechter Zufluss der Schüss bei Corgémont heisst ebenfalls Le Bez.

## Geographie

### Verlauf
Der Bergbach führt nur nach ergiebigen Niederschlägen oder während der Schneeschmelze durchgehend Wasser; im Karstgebiet am Chasseral versickert viel Wasser durch Dolinen, die auch im Quellgebiet des Bez zahlreich sind, und andere Stellen im zerklüfteten Untergrund.
Der Anfang des Bachbetts befindet sich auf 1420 m ü. M. im Weidegebiet der Métairie de St-Jean an der Nordabdachung des Chasserals nahe an der Grenze des Kantons Bern zum Kanton Neuenburg. Nach einer kurzen Strecke, die im Gebiet der Gemeinde Saint-Imier liegt und wo er unter der Passstrasse zum Chasseral hindurchführt, erreicht der Bachgraben die Landschaft von Villeret. Er durchquert in nördlicher Richtung in einem stetig tiefer werdenden Graben das offene Weideland mit dem Wiesengebiet Métairie de St-Jean, das im Bundesinventar der Trockenwiesen und -weiden von nationaler Bedeutung verzeichnet ist, danach den Bergwald von St-Jean, der zum Naturwaldreservat «Combe-Grède» gehört, und fliesst nach einem Kilometer über die flache Rodung Pré aux Auges (1270 m ü. M.). Aus kleinen Karstquellen erhält er im Feuchtgebiet manchmal etwas zusätzliches Quellwasser.
Nördlich dieser Wiesenfläche fliesst der Bach durch ein steiles Tobel und über einen hohen Felsenkessel in die Schlucht Combe Grède hinunter. Das tief in den Berg eingeschnittene Tal ist ein Naturschutzgebiet. Im mittleren Schluchtabschnitt nimmt er von links den Seitenbach Ruisseau de l’Ilsach und von rechts einen kurzen, namenlosen Quellbach auf. Nach einer zweiten Schluchtpassage verlässt der Bez das bewaldete Gebiet am Chasseral und fliesst über einen weiten Schwemmkegel zur Ortschaft Villeret. Dort ist er auf kleinen Abschnitten eingedolt, unterquert die Hauptstrasse 30 und mündet in der Nähe des Bahnhofs von Villeret in die Schüss.
Dem Bachlauf folgt auf der ganzen Strecke der 1904 gebaute Wanderweg vom Villeret auf den Chasseral.

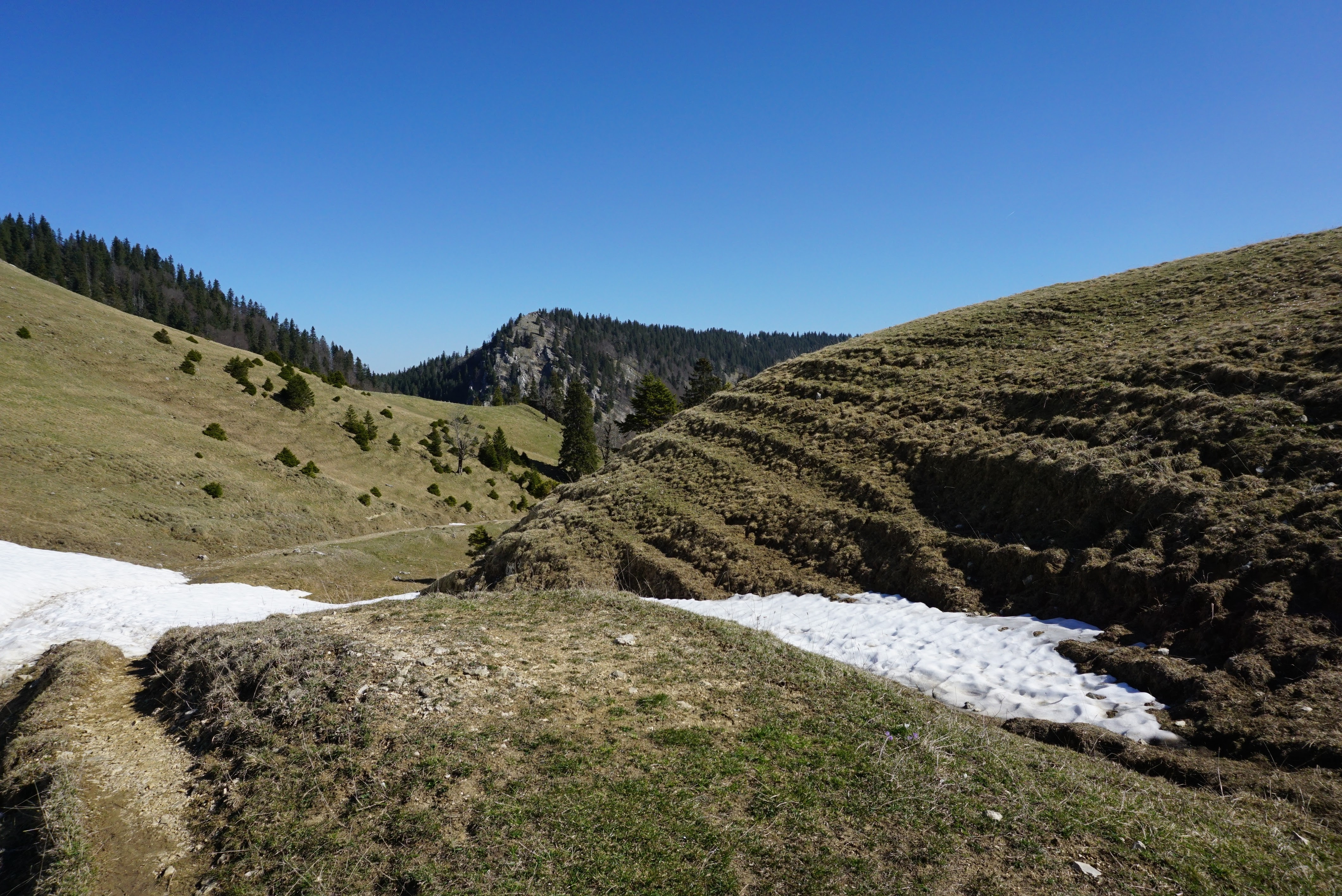
Quellgebiet im Frühling
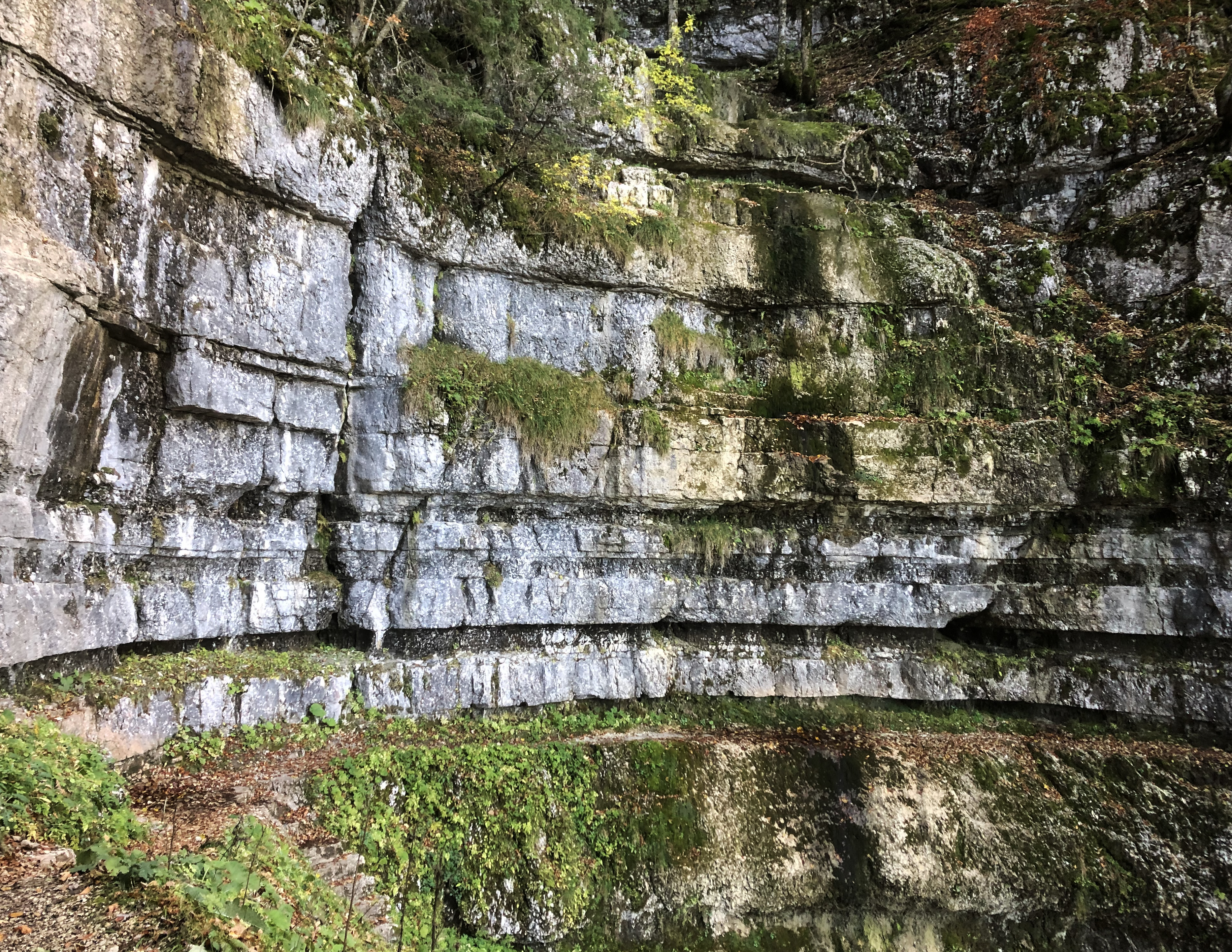
Ausgetrockneter Wasserfall

### Einzugsgebiet
Das 6,4 km² grosse Einzugsgebiet des Bez liegt im St.-Immer-Tal und wird durch ihn über die Schüss, den Bielersee, die Aare und den Rhein zur Nordsee entwässert.
Es besteht zu 48,7 % aus bestockter Fläche, zu 48,0 % aus Landwirtschaftsfläche, zu 1,8 % aus Siedlungsfläche und zu 1,6 % aus unproduktiven Flächen.
Die Flächenverteilung
Die mittlere Höhe des Einzugsgebietes beträgt 1253,4 m ü. M. und die höchste Erhebung ist der Chasseral mit einer Höhe von 1606 m ü. M. im Südosten des Einzugsgebietes.

### Zuflüsse
- Ruisseau de l'Ilsach (links), 1,1 km